# Polska Republika Radlińska
Polska Republika Radlińska powstała po I wojnie światowej w wyniku tendencji wolnościowych na Górnym Śląsku. Rada Robotnicza w Radlinie (działająca zarówno terenach dzisiejszej dzielnicy Wodzisławia Śląskiego – Radlin II, jak i części współczesnego miasta Radlin), której przewodniczącym był Alojzy Swoboda jako jedyna na Górnym Śląsku proklamowała Polską Republikę Radlińską. Władze powiatowe w Rybniku z Hansem Lukaschkiem na czele ostro wystąpiły przeciwko republice i wysłały raport do Wrocławskiej Rady Ludowej o zainteresowanie się wypadkami w Radlinie oraz przeciwdziałanie wyłonionym tam władzom polskim.